# Ceratinopsis georgiana
Ceratinopsis georgiana là một loài nhện trong họ Linyphiidae.
Loài này thuộc chi Ceratinopsis. Ceratinopsis georgiana được Ralph Vary Chamberlin & Wilton Ivie miêu tả năm 1944.